# James Samuel Coleman
James S. Coleman (1926-1995) fue un sociólogo norteamericano, fundador de la revista Rationality and Sociology y presidente de la American Sociological Association, pero conocido sobre todo por el desarrollo de la Teoría de la elección racional.

## Biografía
Coleman se licenció en la Universidad de Purdue en 1949, doctorándose en la Universidad de Columbia en 1955. Durante sus estudios se vio muy influenciado por las conferencias de Robert Merton sobre los condicionamientos sociales en la conducta individual, y por los métodos cuantitativos de Paul Lazarsfeld en sociología matemática.
En 1956 empieza a dar clase en la Universidad de Chicago donde escribe Union Democracy (La democracia sindical), uno de los estudios más famosos de la sociología del trabajo.
Posteriormente sería contratado por la Universidad Johns Hopkins, donde redactaría el Informe Coleman, un estudio para el gobierno federal que contribuyó a implantar la ley por la que los niños blancos y negros compartirían el bus escolar como forma de integración. Este informe lo convertiría en uno de los sociólogos más influyentes de Estados Unidos. 
En 1989 fundó la revista Rationality and Sociology, donde se difundían los trabajos realizados desde la perspectiva de la elección racional. En 1992 fue elegido presidente de la American Sociological Asociation, realizado un ponencia titulada La reconstrucción racional de la sociedad.
James Coleman muere el 25 de marzo de 1995.

## Fundamentos teóricos
Coleman se define como individualista metodológico, aun admitiendo que la Sociología debe centrarse en los sistemas sociales, insiste en que la explicación de estos está en factores individuales.
El autor desarrolla la idea básica de la elección racional, afirmando que las personas actúan intencionadamente en persecución de una meta, y para alcanzarla utilizan unos recursos, que define como todas las cosas sobre las que el actor tiene un control. 
Coleman explica la existencia de las normas desde la perspectiva anterior, proponiendo la teoría de que los actores consienten cierto control de su propia conducta a cambio de ejercer cierto control sobre la conducta del resto de actores.
Una parte importante de su investigación estuvo centrada en los mecanismos y reglas para moverse desde la elección individual a la elección colectiva (social). Para ello desarrollo el concepto de actor corporativo referida a los actores, no individuales, que persiguen los intereses de una colectividad (por ejemplo las asociaciones).

## Críticas
La obra de James Coleman, y toda la teoría de la elección racional, ha sido duramente atacada por diferentes autores y perspectivas de la Sociología:
- Desde la perspectiva estructuralista se afirma que la Sociología debe analizar los fenómenos macro para explicar la conducta individual, por los que la teoría de la elección racional estaría fuera de los límites de la Sociología.
- Desde el interaccionismo simbólico se les acusa de no poder dar una respuesta convincente a la propia existencia de la sociedad. Además ponen de manifiesto que las normas ideales de racionalidad no encajan con la vida cotidiana.
- Autores como Charles Tilly acusan a Coleman de propagar un reduccionismo psicológico incompleto que conduce al error.
- Donald Green e Ian Shapiro recomiendan a los seguidores de la elección racional investigar los límites de la elección racional(...)y abandonar la tendencia a ignorar, desacreditar o absorber al resto de tendencias teóricas.
- Paula England y Barbara Stanek Kilbourne han criticado el supuesto egoísmo implícito de la teoría de la elección racional, ya que este debe considerse una variable.
- Neil Smelser analiza como la teoría de la elección racional ha ido degenerando hasta convertirse en tautológica e invulnerable a la falsación desarrollando la capacidad de explicarlo todo y, por lo tanto, nada.